# Lothersdale
Lothersdale – wieś w Anglii, w hrabstwie North Yorkshire, w dystrykcie (unitary authority) North Yorkshire. Leży 65 km na zachód od miasta York i 297 km na północny zachód od Londynu.